# Doug Bodger
Douglas Bodger (né le 18 juin 1966 à Chemainus en Colombie-Britannique au Canada) est un joueur professionnel canadien de hockey sur glace.

## Carrière
Après avoir été sélectionné en 1982 dans la seconde équipe type de la Ligue de hockey de l'Ouest alors qu'il joue avec les Oilers de Kamloops, il remporte le titre de champion de la LHOu la saison suivante et alors sélectionné dans la première équipe type. Il totalise 190 points au cours de ses deux saisons en tant que junior et est considéré comme un des joueurs les plus prometteurs pour la Ligue nationale de hockey.
Au cours de l'été qui suit, il est sélectionné lors de la première ronde du repêchage d'entrée dans la LNH. Neuvième joueur choisi, il est tout de même le second choix des Penguins de Pittsburgh derrière la future vedette de la LNH : Mario Lemieux. Ils font leurs débuts ensemble en octobre de la saison 1984-1985 contre les Bruins de Boston.
Une blessure mineure lui fait jouer uniquement 65 matchs de la saison mais il termine tout de même dans les meilleurs pointeurs de la saison. Il commence la saison 1988-1989 avec les Penguins et au bout d'une dizaine de matchs, il quitte la franchise pour rejoindre les Sabres de Buffalo. Il est ainsi échangé le 12 novembre en compagnie de Darrin Shannon et en retour de Tom Barrasso et du choix de troisième ronde du repêchage de 1990 (Joe Dziedzic).
Il va jouer avec les Sabres pendant huit saisons, aussi bien utilisé pour les supériorités numériques que pour les infériorités. Quand les Sabres décident de renouveler un peu leur effectif, en saison 1995-1996, il rejoint les Sharks de San José pour trois saisons. En décembre 1997, il signe avec les Devils du New Jersey puis à la fin de la saison les Kings de Los Angeles. En 1999-2000, il joue sa dernière saison professionnelle sous les couleurs des Canucks de Vancouver. Il prend alors sa retraite avec le plus grand total de points pour un défenseur de Colombie-Britannique, 528 points. En 2006, il est admis au temple de la renommée de la province. Il a également la particularité de ne pas avoir joué un seul match au cours de sa carrière dans une ligue mineure d'Amérique du Nord : il aura passé toute sa carrière professionnelle dans la LNH.

## Statistiques
Pour les significations des abréviations, voir Statistiques du hockey sur glace.

### En club
| Saison     | Équipe                 | Ligue      |       | Saison régulière | Saison régulière | Saison régulière | Saison régulière | Saison régulière |   | Séries éliminatoires | Séries éliminatoires | Séries éliminatoires | Séries éliminatoires | Séries éliminatoires |
| Saison     | Équipe                 | Ligue      | PJ    | B                | A                | Pts              | Pun              | PJ               | B | A                    | Pts                  | Pun                  |                      |                      |
| 1982-1983  | Oilers de Kamloops     | LHOu       | 72    | 26               | 66               | 92               | 98               | 7                | 0 | 5                    | 5                    | 2                    |                      |                      |
| 1983-1984  | Oilers de Kamloops     | LHOu       | 70    | 21               | 77               | 98               | 90               | 17               | 2 | 15                   | 17                   | 12                   |                      |                      |
| 1984-1985  | Penguins de Pittsburgh | LNH        | 65    | 5                | 26               | 31               | 67               | -                | - | -                    | -                    | -                    |                      |                      |
| 1985-1986  | Penguins de Pittsburgh | LNH        | 79    | 4                | 33               | 37               | 63               | -                | - | -                    | -                    | -                    |                      |                      |
| 1986-1987  | Penguins de Pittsburgh | LNH        | 76    | 11               | 38               | 49               | 52               | -                | - | -                    | -                    | -                    |                      |                      |
| 1987-1988  | Penguins de Pittsburgh | LNH        | 69    | 14               | 31               | 45               | 103              | -                | - | -                    | -                    | -                    |                      |                      |
| 1988-1989  | Penguins de Pittsburgh | LNH        | 10    | 1                | 4                | 5                | 7                | -                | - | -                    | -                    | -                    |                      |                      |
| 1988-1989  | Sabres de Buffalo      | LNH        | 61    | 7                | 40               | 47               | 52               | 5                | 1 | 1                    | 2                    | 11                   |                      |                      |
| 1989-1990  | Sabres de Buffalo      | LNH        | 71    | 12               | 36               | 48               | 64               | 6                | 1 | 5                    | 6                    | 6                    |                      |                      |
| 1990-1991  | Sabres de Buffalo      | LNH        | 58    | 5                | 23               | 28               | 54               | 4                | 0 | 1                    | 1                    | 0                    |                      |                      |
| 1991-1992  | Sabres de Buffalo      | LNH        | 73    | 11               | 35               | 46               | 108              | 7                | 2 | 1                    | 3                    | 2                    |                      |                      |
| 1992-1993  | Sabres de Buffalo      | LNH        | 81    | 9                | 45               | 54               | 87               | 8                | 2 | 3                    | 5                    | 0                    |                      |                      |
| 1993-1994  | Sabres de Buffalo      | LNH        | 75    | 7                | 32               | 39               | 76               | 7                | 0 | 3                    | 3                    | 6                    |                      |                      |
| 1994-1995  | Sabres de Buffalo      | LNH        | 44    | 3                | 17               | 20               | 47               | 5                | 0 | 4                    | 4                    | 0                    |                      |                      |
| 1995-1996  | Sabres de Buffalo      | LNH        | 16    | 0                | 5                | 5                | 18               | -                | - | -                    | -                    | -                    |                      |                      |
| 1995-1996  | Sharks de San José     | LNH        | 57    | 4                | 19               | 23               | 50               | -                | - | -                    | -                    | -                    |                      |                      |
| 1996-1997  | Sharks de San José     | LNH        | 81    | 1                | 15               | 16               | 64               | -                | - | -                    | -                    | -                    |                      |                      |
| 1997-1998  | Sharks de San José     | LNH        | 28    | 4                | 6                | 10               | 32               | -                | - | -                    | -                    | -                    |                      |                      |
| 1997-1998  | Devils du New Jersey   | LNH        | 49    | 5                | 5                | 10               | 25               | 5                | 0 | 0                    | 0                    | 0                    |                      |                      |
| 1998-1999  | Kings de Los Angeles   | LNH        | 65    | 3                | 11               | 14               | 34               | -                | - | -                    | -                    | -                    |                      |                      |
| 1999-2000  | Canucks de Vancouver   | LNH        | 13    | 0                | 1                | 1                | 4                | -                | - | -                    | -                    | -                    |                      |                      |
| Totaux LNH | Totaux LNH             | Totaux LNH | 1 071 | 106              | 422              | 528              | 1 007            | 47               | 6 | 18                   | 24                   | 25                   |                      |                      |

### En équipe nationale
| Année | Compétition          |    | PJ | B | A | Pts | Pun               |  | Résultat |
| 1987  | Championnat du monde | 10 | 1  | 1 | 2 | 4   | 4e place          |  |          |
| 1996  | Championnat du monde | 8  | 0  | 3 | 3 | 0   | Médaille d'argent |  |          |